# Bouchra Ghezielle
Bouchra Ghezielle, nata Benthami (in arabo بُشرا غزال‎?; Khemisset, 19 maggio 1979), è un'ex mezzofondista francese.

## Palmarès

### Mondiali
- 1 medaglia:
  - 1 bronzo (Helsinki 2005 nei 1500 metri piani)